# 君の名前を好きって書いた
『君の名前を好きって書いた』（きみのなまえをすきってかいた、略称：キミスキ）は、日本のテレビドラマ。2020年10月11日から12月6日までCS日テレプラスで放送。あわせてHuluでも配信された。
主演は26時のマスカレイド（来栖りん、吉井美優、江嶋綾恵梨、森みはる、中村果蓮）。

## キャスト

### 古都瀬高校 文芸部（生徒）
寿 茜（ことぶき あかね）
演 - 来栖りん
2年生。16歳にして権威ある文芸賞を受賞した天才女子高校生作家。社会派小説やミステリーを好む。
誕生日は演じている来栖りんと同じく11月8日。
岡田 絢子（おかだ あやこ）
演 - 江嶋綾恵梨
3年生。部長としての責任感が強く、自分が引退した後の文芸部を心配している。
向井 晴留（むかい はる）
演 - 森みはる
2年生。文芸にはあまり興味がない。口は悪いが友達想いで、文芸部のムードメーカー。
大宮 有薫（おおみや ゆうか）
演 - 中村果蓮
1年生。茜に憧れて入部した。その真面目さゆえに空気が読めないところも。
吉羽 周（よしば あまね）
演 - 宇佐卓真
古都瀬高校に転校してきた2年生。ある悩みを解決するために文芸部への入部を希望する。

### 古都瀬高校 チアリーディング部
米山 千世（よねやま ちせ）
演 - 吉井美優
2年生。茜の10年来の親友。しっかり者で、本を書く以外まるでダメな茜の世話を焼く。

### 古都瀬高校 文芸部（教師）
佐藤 壮一（さとう そういち）
演 - 賀集利樹
文芸部の顧問。茜の作品を読み、文芸賞に勝手に応募した。実は生徒想い。

### その他

#### バスケ部
宮市 太郎（みやいち たろう）
演 - 加藤勇也
3年生。バスケ部のエース。最後の公式戦を前に個人練習に励む。

#### 新聞部
大島 凌太（おおしま りょうた）
演 - 前田瑞貴
2年生。校内新聞作りに熱心に取り組んでいるが、取材のしつこさから変人扱いされる。

## 主題歌
以下3曲の主題歌等は、2020年12月2日発売の26時のマスカレイドのシングル『二人だけの初めてをもっと』に収録される。
主題歌
『二人だけの初めてをもっと』
歌：26時のマスカレイド / 作詞・作曲：koma'n
挿入歌
『それは素敵な、ノヴェレッテでした。』
歌：26時のマスカレイド / 作詞・作曲：koma'n
エンディングテーマ
『アイスティーラブ』
歌：26時のマスカレイド / 作詞・作曲：クボナオキ

## 放送日程
| 各話  | 放送日程                           | Huluのリンク先                      |
| ----- | ---------------------------------- | ----------------------------------- |
| 第1話 | 2020年10月11日（日） 24:30 - 25:00 | https://www.hulu.jp/watch/100066739 |
| 第2話 | 2020年10月18日（日） 24:30 - 25:00 | https://www.hulu.jp/watch/100066975 |
| 第3話 | 2020年10月25日（日） 24:30 - 25:00 | https://www.hulu.jp/watch/100067371 |
| 第4話 | 2020年11月1日（日） 24:30 - 25:00  | https://www.hulu.jp/watch/100067570 |
| 第5話 | 2020年11月8日（日） 24:30 - 25:00  | https://www.hulu.jp/watch/100068627 |
| 第6話 | 2020年11月15日（日） 24:30 - 25:00 | https://www.hulu.jp/watch/100069137 |
| 第7話 | 2020年11月29日（日） 24:30 - 25:00 | https://www.hulu.jp/watch/100069481 |
| 第8話 | 2020年12月6日（日） 24:30 - 25:00  | https://www.hulu.jp/watch/100070795 |

## スタッフ
※エンドロールの内容を転記
- 音楽：M-AG
- 劇伴：クボナオキ、KJ、サイトウショウタ
- 撮影：髙橋祐太
- 照明：二階堂譲
- 録音：内藤和幸
- 美術：橋本連
- 装飾：桑田真志
- 衣装：春原愛子
- ヘアメイク：前田 円、中村維斗子
- 撮影助手：土田光
- 照明助手：村上明
- 照明応援：佐藤結香
- 録音応援：新井俊平
- 装飾助手：増田彩乃
- 装飾応援：中村 翔、小林周太朗
- 衣装応援：大嶋佐保
- 車輛：橋本 彰
- 記録：山下くるみ
- 振付：mitsui mayu[1]
- フードコーディネーター：池田愛実
- 原稿協力：鈴木健介
- 制作部：宇佐美晴久、山形真依
- 演出助手：宮本彩加
- アソシエイトプロデューサー：関根大介
- 26時のマスカレイド担当：岩本祥和、本間保乃嘉
- VFX：内藤岳
- カラリスト：足立悠介
- 選曲・効果：岡田淳一
- MA：山田健一
- 美術協力：プロップアイズ、高津装飾美術、キンギョイチ、モルテン
- 衣装協力：KANKO SHOP Harajuku Select Square、POMCHE
- 撮影協力：プロジェクト茨城、Yプロダクション、中村文具店
- 制作協力：ALLOUTERS
- 制作：プラチナムピクセル
- special thanks：毛利忍（日本テレビ放送網）、千石一成（日本テレビ音楽）、石上裕太（日本テレビ音楽）
- プロデューサー：山口晋路
- 脚本・演出・編集：髙橋朋広
- 制作著作：プラチナムピクセル